# Parafia św. Ojca Pio w Zagościńcu
Parafia św. Ojca Pio w Zagościńcu – parafia rzymskokatolicka należąca do dekanatu wołomińskiego, diecezji warszawsko-praskiej, metropolii warszawskiej. 
Do parafii należą wierni z Lipinek i Zagościńca.

## Historia
18 stycznia 2004 roku bp Kazimierz Romaniuk poświęcił kaplicę i erygował parafię pw. Ojca Pio w Zagościńcu. W parafii posługują księża diecezjalni. 
Funkcję proboszcza pełni od 2004 roku ks. Stanisław Gergont.